# 빅플래닛메이드엔터의 음반
이 문서는 빅플래닛메이드엔터에서 발매한 음반의 목록이다.

## 2020년대
- 2021년 11월 8일 소유 - IDOL (아이돌 : The Coup) OST Part.1[1]
- 2021년 11월 15일 허각 - [Digital Single] 작은 온기[2]
- 2021년 11월 22일 허각 - [Digital Single] 술이야 (REVIBE Vol.5)
- 2021년 12월 21일 허각 - [Digital Single] 너 없이 사는 게 (N번째 연애 X 허각)
- 2022년 1월 3일 하성운 - 꽃 피면 달 생각하고 OST Part. 3
- 2022년 1월 21일 소유 - [Digital Single] X by X [꿈][3]
- 2022년 2월 9일 하성운 - YOU
- 2022년 2월 9일 VIVIZ - Beam Of Prism
- 2022년 2월 10일 허각,소유 - [Digital Single] Fine
- 2022년 3월 5일 이무진 - [Digital Single] [Vol.127] 유희열의 스케치북 With you : 여든 두번째 목소리 '유스케 X 이무진'
- 2022년 4월 12일 비오 - [Digital Single] LOVE me
- 2022년 4월 14일 하성운 - [Digital Single] LA LA POP!
- 2022년 4월 23일 이무진 - [Digital Single] [Vol.133] 유희열의 스케치북 With you : 여든 여섯 번째 목소리 '유스케 X 잔나비 최정훈&이무진'[4]
- 2022년 4월 24일 하성운 - 우리들의 블루스 OST Part.4[5]
- 2022년 4월 27일 소유 - Day & Night
- 2022년 6월 14일 은하 - [Digital Single] 텔레파시 (상수리나무 아래 X 양요섭 X 은하)[6]
- 2022년 6월 23일 이무진 - Room Vol.1
- 2022년 7월 6일 VIVIZ - Summer Vibe
- 2022년 8월 20일 렌 - Listen-Up(리슨업) EP.4[7]
- 2022년 8월 24일 하성운 - Strange World
- 2022년 9월 17일 소유 - [Digital Single] 히든싱어7 - Episode.5[8]
- 2022년 9월 29일 비오 - Five Senses
- 2022년 10월 16일 허각 - [Digital Single] My First Love (나와 결혼해 줄래요)[9]
- 2022년 10월 27일 VIVIZ - [Digital Single] Rum Pum Pum
- 2022년 11월 5일 소유 - 금수저 OST Part.8
- 2022년 11월 6일 이무진 - [Digital Single] 개똥벌레 (영화 '동감' X 이무진)
- 2022년 11월 6일 허각 - [Digital Single] 구해줘
- 2022년 11월 9일 허각 - [Digital Single] 압구정로데오
- 2022년 11월 14일 VIVIZ - [Digital Single] 늘 지금처럼 (영화 '동감' X VIVIZ (비비지))
- 2022년 11월 17일 소유 - 얼어죽을 연애따위 OST Part.7
- 2022년 12월 6일 이무진 - [Digital Single] PLAYLIST SEASON2 (플레이리스트 시즌2) OST
- 2022년 12월 21일 소유 - [Digital Single] 다시,별 #01
- 2022년 12월 24일 은하 - 금혼령, 조선 혼인 금지령 OST Part.2
- 2023년 1월 31일 VIVIZ - VarioUS
- 2023년 2월 8일 하성운 - [Digital Single] Snowy Stars
- 2023년 2월 9일 허각 - [Digital Single] Endless
- 2023년 2월 16일 비오 - [Digital Single] Akita
- 2023년 3월 9일 허각 - [Digital Single] 너 하나 빼는 일
- 2023년 3월 22일 비오 - [Digital Single] [BILLION MUSIC PROJECT VOL.1][10]
- 2023년 4월 9일 은하 - [Digital Single] 우리의 봄 : 후우(Who?)[11]
- 2023년 4월 18일 소유 - [Digital Single] 우리는 매일 이별을 향해 걸어가지
- 2023년 4월 28일 소유 - 조선변호사 오리지널 사운드 트랙 4
- 2023년 4월 28일 허각 - [Digital Single] 물론
- 2023년 5월 9일 이무진 - [Digital Single] 잠깐 시간 될까
- 2023년 5월 11일 VIVIZ - 보라!데보라 OST Part.7
- 2023년 5월 21일 허각 - [Digital Single] 운다 운다
- 2023년 5월 23일 마이티 마우스 - [Digital Single] 슬램덩크
- 2023년 6월 13일 렌 - Ren’dezvous
- 2023년 6월 25일 허각 - [Digital Single] 훅 까놓고 말해서 Part.2
- 2023년 6월 30일 비오 - [Digital Single] Baby[12]
- 2023년 7월 26일 소유 - Summer Recipe
- 2023년 7월 29일 추플렉스 - [Digital Single] Super Korean
- 2023년 8월 1일 VIVIZ - 소용없어 거짓말 OST Part.1
- 2023년 8월 24일 허각 - [Digital Single] Happiness[13]
- 2023년 9월 8일 이무진 - [Digital Single] 측정거부
- 2023년 9월 10일 허각 - [Digital Single] 허용별 프로젝트 #1[14]
- 2023년 10월 28일 이무진 - 무인도의 디바 OST Part.1
- 2023년 11월 2일 VIVIZ - VERSUS
- 2023년 11월 4일 이무진 - 뮤직인더트립 OST Part.1
- 2023년 11월 11일 이무진 - 뮤직인더트립 OST Part.2[15]
- 2023년 11월 26일 이무진 - [Digital Single] 청춘이 버겁다 (Prod. 정동환) (베일드뮤지션 X 이무진 with 화곡동)
- 2023년 11월 28일 비오 - [Digital Single] 미쳐버리겠다 (MAD)
- 2023년 12월 13일 이무진 - [Digital Single] 에피소드
- 2023년 12월 20일 허각 - [Digital Single] 허용별 프로젝트 #2[16]
- 2024년 2월 18일 허각 - [Digital Single] 좋겠다[17]
- 2024년 4월 2일 이무진 - [Digital Single] 청혼하지 않을 이유를 못 찾았어
- 2024년 4월 9일 은하 - [Digital Single] 어루만져 줄게요
- 2024년 4월 23일 엄지 - 선재 업고 튀어 OST Part.4[18]
- 2024년 5월 1일 허각 - [Digital Single] 사랑을 하기는 했나 봐[19]
- 2024년 5월 21일 하성운 - 선재 업고 튀어 OST Part.9
- 2024년 6월 3일 BADVILLAIN - [Digital Single] Overstep
- 2024년 6월 16일 허각,이무진 - [Digital Single] 오래된 노래[20]
- 2024년 6월 24일 BADVILLAIN - [Digital Single] HURRICANE
- 2024년 7월 2일 비오 - [Digital Single] Criminal
- 2024년 7월 14일 허각 - [Digital Single] 사랑인걸
- 2024년 7월 17일 하성운 - Blessed
- 2024년 8월 19일 태민 - ETERNAL
- 2024년 9월 1일 하성운 - 엄마친구아들 OST Part.2
- 2024년 9월 4일 이무진 - 내 이름은 김삼순 2024 OST - Wavve 뉴클래식 프로젝트[21]
- 2024년 10월 7일 이무진 - 만화 (滿花)
- 2024년 10월 17일 하성운 - 조립식 가족 OST Part.1
- 2024년 10월 29일 하성운 - [Digital Single] 스테이지 파이터(STF) Original Vol.4[22]
- 2024년 11월 7일 VIVIZ - VOYAGE
- 2024년 11월 9일 이무진 - 다리미 패밀리 OST Part.4
- 2024년 11월 18일 하성운 - [Digital Single] 말을 해줘[23]
- 2024년 11월 19일 BADVILLAIN - [Digital Single] 숨
- 2024년 12월 4일 이승기 - With
- 2024년 12월 7일 이무진 - 사랑은 외나무다리에서 OST Part.4
- 2025년 3월 4일 하성운 - 그놈은 흑염룡 OST Part.3
- 2025년 4월 1일 하성운 - 이혼보험 OST Part.1
- 2025년 4월 20일 이무진 - 천국보다 아름다운 OST Part.1[24]
- 2025년 5월 7일 이승기 - [Digital Single] 정리
- 2025년 5월 8일 하성운 - [Digital Single] Finale.
- 2025년 5월 27일 이무진 - [Digital Single] 뱁새
- 2025년 7월 8일 VIVIZ - A Montage of ( )
- 2025년 7월 13일 하성운 - 서초동 OST Part.1
- 2025년 8월 5일 비오 - [Digital Single] ICONIC